# Автоматическое повторное включение
Автомати́ческое повто́рное включе́ние (АПВ) — одно из средств электроавтоматики, повторно включающее отключившийся выключатель через определённое время, бывает однократного, двукратного и трехкратного действия (в некоторых современных схемах возможно до восьми циклов АПВ).

## Применение
Все повреждения в электрической сети можно условно разделить на три типа: устойчивые, неустойчивые и стабильные.
К устойчивым повреждениям относятся такие, для устранения которых требуется вмешательство оперативного персонала или аварийной бригады. Такие повреждения не самоустраняются со временем, эксплуатация поврежденного участка сети невозможна. К таким повреждениям относятся обрывы проводов, повреждения участков линий, опор ЛЭП, повреждения электрических аппаратов.
Неустойчивые повреждения характеризуются тем, что они самоустраняются в течение короткого промежутка времени после возникновения. Такие повреждения могут возникать, например, при случайном схлёстывании проводов. Возникающая при этом электрическая дуга не успевает нанести серьёзных повреждений, так как через небольшой промежуток времени после возникновения короткого замыкания цепь обесточивается действием релейной защиты. Практика показывает, что доля неустойчивых повреждений составляет 50—90 % от числа всех повреждений.
Включение отключенного участка сети под напряжение называется повторным включением. В зависимости от того, остался ли этот участок сети в работе или же снова отключился, повторные включения разделяют на успешные и неуспешные. Соответственно, успешное повторное включение указывает на неустойчивый характер повреждения, а неуспешный на то, что повреждение было устойчивым.
Для того, чтобы ускорить и автоматизировать процесс повторного включения, применяют устройства автоматического повторного включения (АПВ).
Устройства АПВ получили широкое применение в электрических сетях. Их использование в сочетании с другими средствами релейной защиты и автоматики, позволило полностью автоматизировать многие подстанции, избавляя от необходимости держать там оперативный персонал. Кроме того, в ряде случаев АПВ позволяет избежать тяжелых последствий от ошибочных действий обслуживающего персонала или ложных срабатываний релейной защиты на защищаемом участке.
В ПУЭ указано, что устройствами АПВ должны в обязательном порядке снабжаться все воздушные и кабельно-воздушные линии с рабочим напряжением 1 кВ и выше. Кроме того, устройствами АПВ снабжаются трансформаторы, сборные шины подстанций и электродвигатели.

## Классификация
В зависимости от количества фаз, на которые действуют устройства АПВ, их разделяют на:
- однофазное АПВ — включает одну отключенную фазу (при отключении из-за однофазного короткого замыкания).
- трёхфазное АПВ — включает все три фазы участка цепи.
- комбинированные — включает одну или три фазы в зависимости от характера повреждения участка сети.

Трёхфазные устройства АПВ могут в зависимости от условий работы сети разделяться на
- простые (ТАПВ);
- несинхронные (НАПВ);
- быстродействующие (БАПВ);
- с проверкой наличия напряжения (АПВНН);
- с проверкой отсутствия напряжения (АПВОН);
- с ожиданием синхронизма (АПВОС);
- с улавливанием синхронизма (АПВУС);
- в сочетании с самосинхронизацией генераторов и синхронных компенсаторов (АПВС).

Особой разновидностью АПВ является частотное автоматическое повторное включение (ЧАПВ).
В зависимости от того, какое количество раз подряд требуется совершить повторное включение, АПВ разделяются на АПВ однократного действия, двукратного и т. д. Наибольшее распространение получили АПВ однократного действия, однако в ряде случаев применяются АПВ с другой кратностью действия.
По способу воздействия на выключатель АПВ могут быть:
- механические — они встраиваются в пружинный привод выключателя.
- электрические — воздействуют на электромагнит включения выключателя.

Поскольку механические АПВ работают без выдержки времени, их использование было принято нецелесообразным, и в современных схемах защитной автоматики используются только электрические АПВ.
По типу защищаемого оборудования АПВ разделяются соответственно на АПВ линий, АПВ шин, АПВ электродвигателей и АПВ трансформаторов.

## Принцип действия АПВ
Реализация схем АПВ может быть различной, это зависит от конкретного случая, в котором схему применяют. Один из  принципов, применяемый в автоматике выключателей ВЛ напряжением до 220 кВ,  заключается в сравнении положения ключа управления выключателем и состояния этого выключателя. То есть, если на схему АПВ поступает сигнал, что выключатель отключился, а со стороны управляющего выключателем ключа приходит сигнал, что ключ в положении «включено», то это означает, что произошло незапланированное (например, аварийное) отключение выключателя. Этот принцип применяется для того, чтобы исключить срабатывание устройств АПВ в случаях, когда произошло запланированное отключение выключателя.

## Требования к АПВ
К схемам и устройствам АПВ применяется ряд обязательных требований, связанных с обеспечением надёжности электроснабжения. К этим требованиям относятся:
- АПВ должно обязательно срабатывать при аварийном отключении на защищаемом участке сети.
- АПВ не должно срабатывать, если выключатель отключился сразу после включения его через ключ управления. Подобное отключение говорит о том, что в схеме присутствует устойчивое повреждение, и срабатывание устройства АПВ может усугубить ситуацию. Для выполнения этого требования делают так, чтобы устройства АПВ приходили в готовность только через несколько секунд после включения выключателя. Кроме того, АПВ не должно срабатывать во время оперативных переключений, осуществляемых персоналом.
- Схема АПВ должна автоматически блокироваться при срабатывании ряда защит (например, после действия газовой защиты трансформатора, срабатывание устройств АПВ нежелательно).
- Устройства АПВ должны срабатывать с заданной кратностью. То есть однократное АПВ должно срабатывать 1 раз, двукратное — 2 раза и т. д.
- После успешного включения выключателя, схема АПВ должна обязательно самостоятельно вернуться в состояние готовности[2].
- АПВ должно срабатывать с выставленной выдержкой времени, обеспечивая наискорейшее восстановление питания в отключенном участке сети. Как правило, эта выдержка равняется 0,3-5 с. Однако, следует отметить, что в ряде случаев целесообразно замедлять работу АПВ до нескольких секунд.